# Iris Ohyama
Iris Ohyama (アイリスオーヤマ株式会社, IRIS OHYAMA Inc.) est une entreprise japonaise créée en 1971 de type kabushiki gaisha spécialisée dans la conception, la fabrication et la vente d'articles ménagers. Le groupe est aujourd’hui un leader mondial dans la plasturgie,. Il a par la suite élargi ses activités dans le domaine de l'électronique grand public en 2000.

## Histoire

### Origine
La première usine a été créée en 1958 à Osaka par Morisuke Ohyama sous le nom de Ohyama Blow Industry (大山ブロー工業所) et Kentaro Ohyama devient le président du groupe.
En 1971, le groupe devient une société par actions (kabushiki gaisha, 大山ブロー工業株式会社).
En 1991, l'entreprise change de nom pour celui actuel.
En 2018, alors que l'entreprise célèbre ses 60 ans d’existence, la direction générale est attribuée à Akiro Ohyama, fils de Kentaro.

### Lancement de vente de nouveaux produits
- 1966 - Bouée utilisée en aquaculture
- 1970 - Litière pour chat
- 1981 - Produits de jardinage
- 1984 - Produits pour animaux de compagnie
- 1988 - Produits de rangement et rideaux sur mesure
- 1989 - Produits du quotidien, fournitures de bureau,
- 2000 - Développement de solutions technologiques et agroalimentaires
- 2020 - Lancement d'une gamme spécifique pour la lutte anti-covid : masques, caméra thermique, plexiglass de distanciation sociale

### Implantation hors du Japon
Au-delà du Japon, la marque possède des usines et filiales ailleurs dans le monde en Chine, en Corée, aux États-Unis, aux Pays-Bas ou encore en France. Elle a depuis développé de nouvelles entités afin de disposer d’une organisation parfaitement autonome, comme Iris Holding ou encore Iris Plaza.
En 2018, l'entreprise est le second vendeur plus important sur Amazon Japan avec plus de 200 millions d’euros de chiffres d’affaires réalisés. Le groupe est par ailleurs l’un des principaux sponsors de l’équipe de football Vegalta Sendai, première division japonaise de football au sein de la J-League, de l'équipe de baseball Tohoku Rakuten Golden Eagles ainsi que mécène de l'Orchestre philharmonique de Sendai.
Installée en Europe depuis 1999, l'entreprise investit dans un nouveau site de production en France afin d'accroître sa présence sur le marché européen. Cet investissement de plus de 60 millions d'euros permet la construction en juin 2019 d'une usine de plus de 65 000 mètres carrés, sur un terrain d’une superficie de 12 hectares, le long de l'autoroute A5 à Lieusaint, en Seine-et-Marne. Cette usine permet de renforcer la capacité de production et l’espace de stockage du groupe pour l'ensemble du marché européen et notamment ses ventes en ligne.
En France, l'entreprise travaille avec de nombreux acteurs de la distribution comme Leroy Merlin, Alinéa ou La Foir'Fouille.

## Exemple de produits

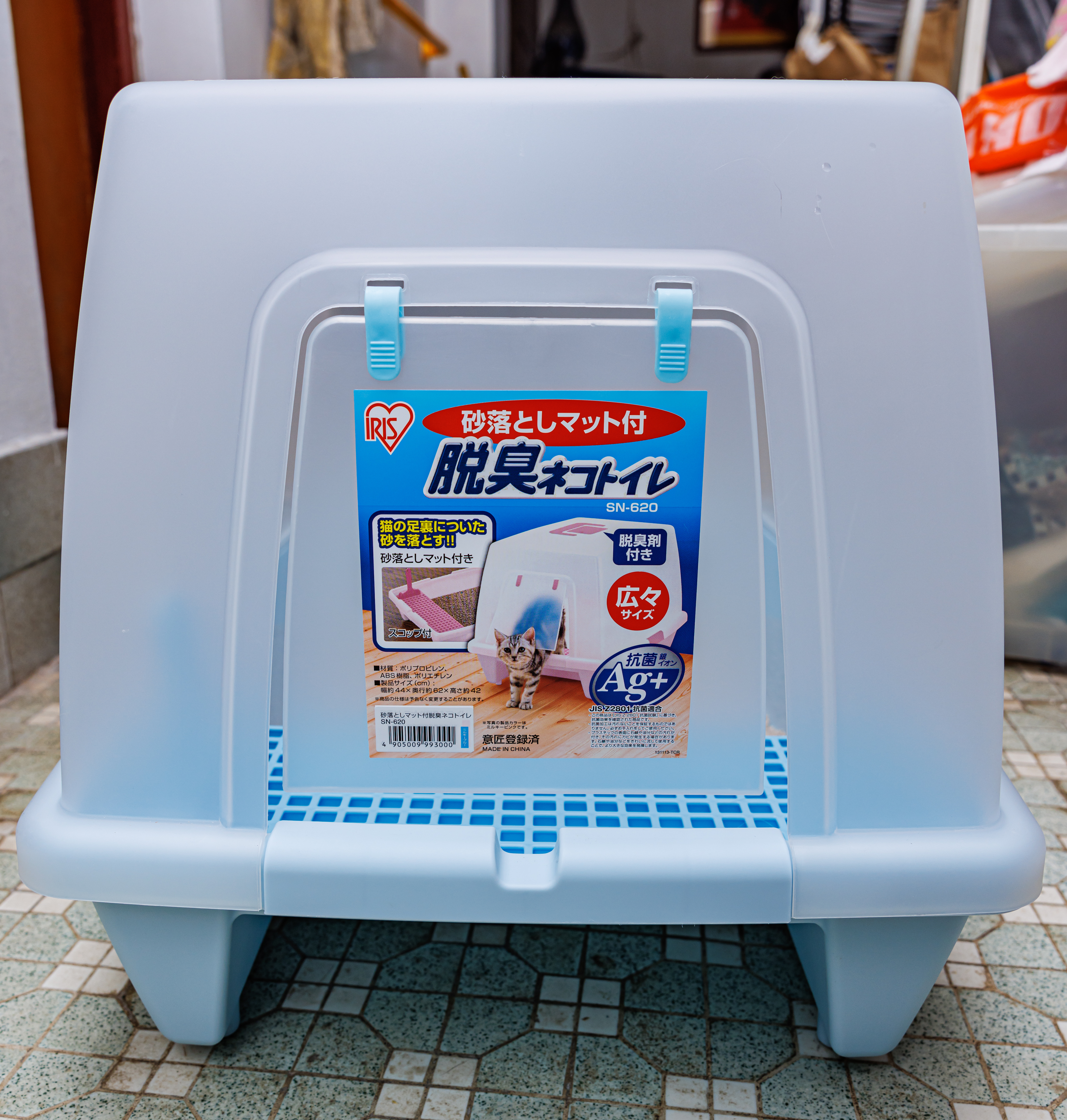
Une boîte-litière pour chat fabriquée par Iris Ohyama.

### Iris Ohyama Inc. Japon
Centre névralgique du groupe, Iris Ohyama Inc. est chargé de la R&D, de la planification, mais aussi de la production, vente et distribution de ses produits pour ses différentes holding.
| Société          | Création   | Nombre d'employés       | Siège  | Localisation                                                            |
| ---------------- | ---------- | ----------------------- | ------ | ----------------------------------------------------------------------- |
| IRIS OHYAMA Inc. | Avril 1971 | 3 503 (en janvier 2019) | Sendaï | Sendaï, Sanda, Tosu, Kakuda,Hokkaido, Fujiyama, Maibara, Saitama, Osaka |

### Iris États-Unis Inc.
En 1992, le groupe s'implante aux États-Unis. Afin de répondre aux besoins de ses nouveaux clients, et plus généralement à la culture américaine, certains produits sont modifiés. Une quatrième usine voit le jour en Pennsylvanie à la fin de l’année 2019, afin d’accroître la capacité de production et de distribution des produits Made in États-Unis.
| Société              | Création  | Nombre d'employés     | Siège        | Localisation                            |
| -------------------- | --------- | --------------------- | ------------ | --------------------------------------- |
| IRIS États-Unis Inc. | Juin 1992 | 650 (en janvier 2019) | Surprise, AZ | Arizona, Texas, Wisconsin, Pennsylvanie |

### Iris China Group
Véritable hub stratégique, Iris Ohyama renforce sa présence en Asie et dans le domaine du E-commerce grâce à ses 9 sites de production chinois.
| Société           | Création  | Nombre d'employés       | Localisation                                  |
| ----------------- | --------- | ----------------------- | --------------------------------------------- |
| IRIS CHINA GROUP. | Mars 1996 | 6 295 (en janvier 2019) | Dalian, Suzhou, Guangzhou, Shenzhen, Shanghai |

### Iris Korea, CO., LTD
Spécialisé dans la production d'équipements de la maison (électroménager, boîtes de rangement), Iris Korea distribue aussi la production du site de Dalian (Chine) sur le marché Coréen.
| Société              | Création | Nombre d'employés    | Localisation |
| -------------------- | -------- | -------------------- | ------------ |
| IRIS KOREA Co., Ltd. | Mai 1988 | 50 (en janvier 2019) | Incheon      |

### Iris Ohyama Vietnam, CO., LTD
Centrale d'achat et d'approvisionnement, Iris Ohyama Vietnam permet au groupe d'être présent en Asie du Sud-Est.
| Société                       | Création      | Localisation      |
| ----------------------------- | ------------- | ----------------- |
| IRIS OHYAMA VIETNAM Co., Ltd. | Novembre 2011 | Hô-Chi-Minh-Ville |

### Iris Ohyama Europe B.V.
La marque Iris Ohyama s’est imposée sur le marché européen en 1999, en s’implantant à Tilbourg aux Pays-Bas. Ce site de production qui a célébré ses 20 ans d’existence en 2018 permet la distribution des produits Iris Ohyama auprès de 13 pays mais aussi sur les plateformes E-Commerce.[réf. nécessaire]
| Société                | Création  | Nombre d'employés     | Siège               |
| ---------------------- | --------- | --------------------- | ------------------- |
| IRIS OHYAMA EUROPE B.V | Août 1998 | 200 (en janvier 2023) | Tilburg (Pays-Bas), |

| Société            | Création  | Nombre d'employés     | Siège              |
| ------------------ | --------- | --------------------- | ------------------ |
| IRIS OHYAMA FRANCE | Juin 2019 | 200 (en janvier 2024) | Lieusaint (france) |